# Beaumont-en-Beine
Beaumont-en-Beine település Franciaországban, Aisne megyében. Lakosainak száma 172 fő (2022. január 1.). Beaumont-en-Beine Cugny, Guivry, La Neuville-en-Beine, Sommette-Eaucourt, Villeselve, Brouchy és Ugny-le-Gay községekkel határos.

## Népesség
A település népességének változása:
| Lakosok száma | 127  | 157  | 138  | 149  | 170  | 172  | 177  | 179  | 180  | 172  |
|               | 1968 | 1982 | 1990 | 2006 | 2013 | 2015 | 2017 | 2019 | 2020 | 2022 |